# VOICE (singolo)
VOICE (VOICE?) è il sedicesimo singolo del trio j-pop giapponese Perfume. È stato pubblicato l'11 agosto 2010 dall'etichetta major Tokuma Japan Communications.
Il singolo è stato stampato in due versioni in confezione jewel case: una special edition con DVD extra ed una normal edition con copertina diversa.

## Tracce
Tutti i brani sono testo e musica di Yasutaka Nakata.

Dopo il titolo è indicata fra parentesi "()" la grafia originale del titolo.
1. VOICE (VOICE?) - 4:13
2. 575 (575?) - 4:28
3. VOICE -Original Instrumental- (VOICE -Original Instrumental-?) - 4:12
4. 575 -Original Instrumental- (575 -Original Instrumental-?) - 4:25

### DVD
1. VOICE (VOICE?); videoclip

## Formazione
- Nocchi - voce
- Kashiyuka - voce
- A~chan - voce